# 赫连子悦
赫连子悦（501年—573年），字士欣，北朝政治人物，历仕北魏、东魏、北齐。

## 生平
北魏永安元年（528年），以军功为济州别驾。普泰元年（531年），他劝济州刺史侯景归顺高欢。后任林虑郡太守，改任临漳令。北齐天保年间，为阳州刺史，命令按时开关城门，便于农作，改任郑州。河清年间，发大水，百姓多逃散，赫连子悦亲加抚慰，户口增加，立碑称颂。入朝为都官尚书，加位开府，历任行北豫州事，兼吏部尚书。他为官清廉，勤奋。因为主管铨选未能满足士人之心。改任太常卿，兼侍中，聘北周使者。武平四年（573年）八月廿四，赫连子悦在邺城去世，年七十三岁。

## 家族

### 高祖
- 赫连勃勃，夏武烈帝

### 曾祖
- 赫连伦，胡夏酒泉王、太尉、录尚书事

### 祖父
- 赫连豆勿，赫连伦被杀後投奔北魏，屡次出任大州的刺史

### 父亲
- 赫连某，仪同三司，豳州、恒州二州刺史

### 妻
- 闾炫（510年－543年10月15日）

### 子
- 赫连仲章，中书舍人

## 延伸阅读
[在维基数据编辑]
 《北齊書/卷40》，出自李百药《北齊書》
 《北史·卷055》，出自李延壽《北史》
 在维基共享资源阅览影像